# Metrosideros umbellata
Metrosideros umbellata är en myrtenväxtart som beskrevs av Antonio José Cavanilles. Metrosideros umbellata ingår i släktet Metrosideros och familjen myrtenväxter. Inga underarter finns listade i Catalogue of Life.

## Bildgalleri

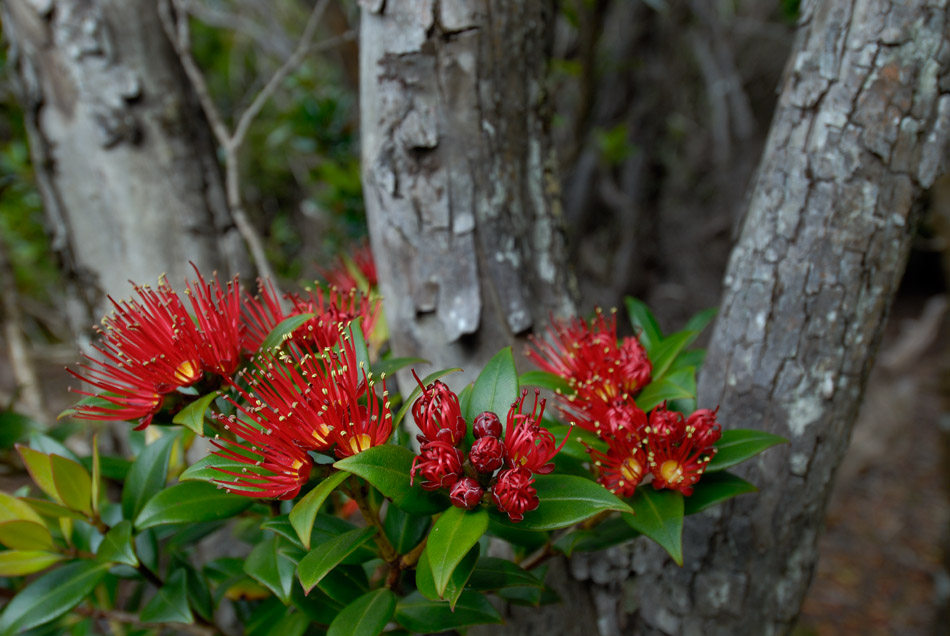
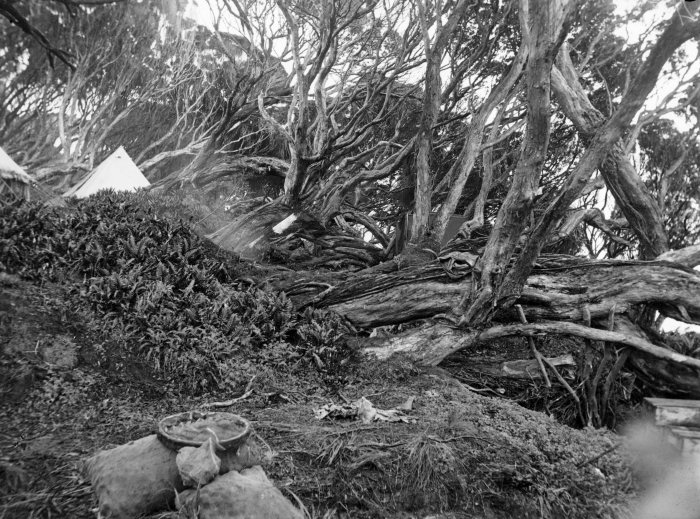
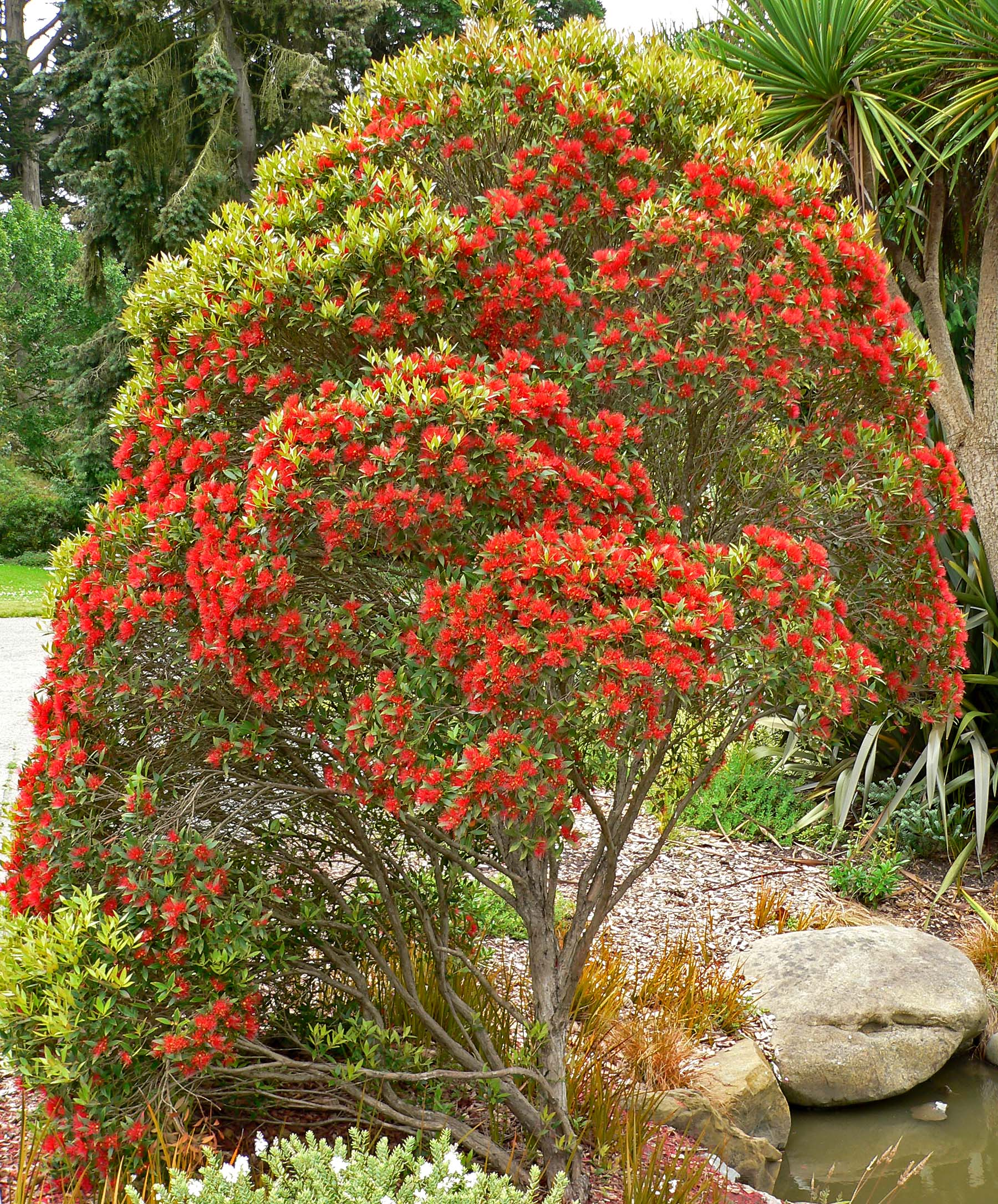
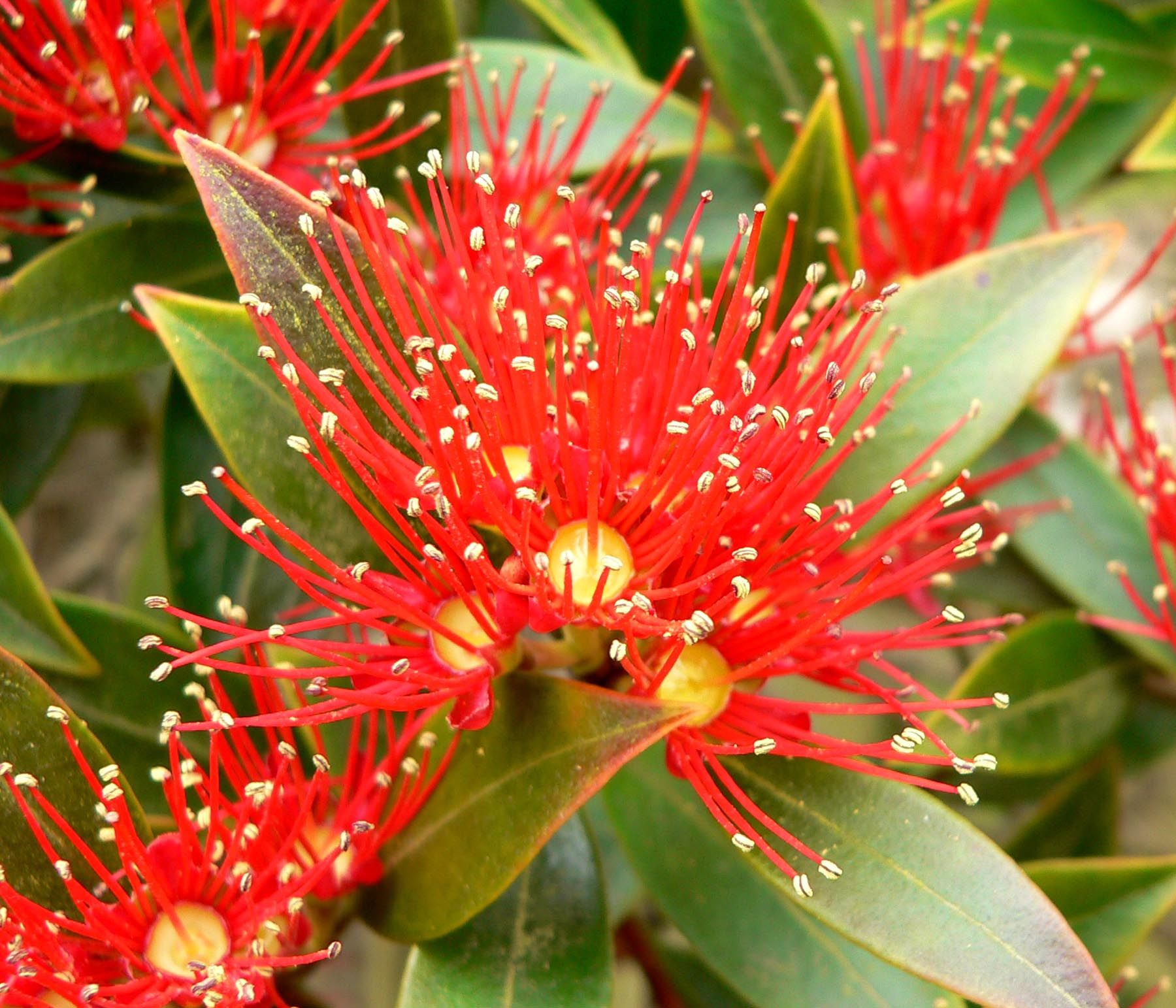
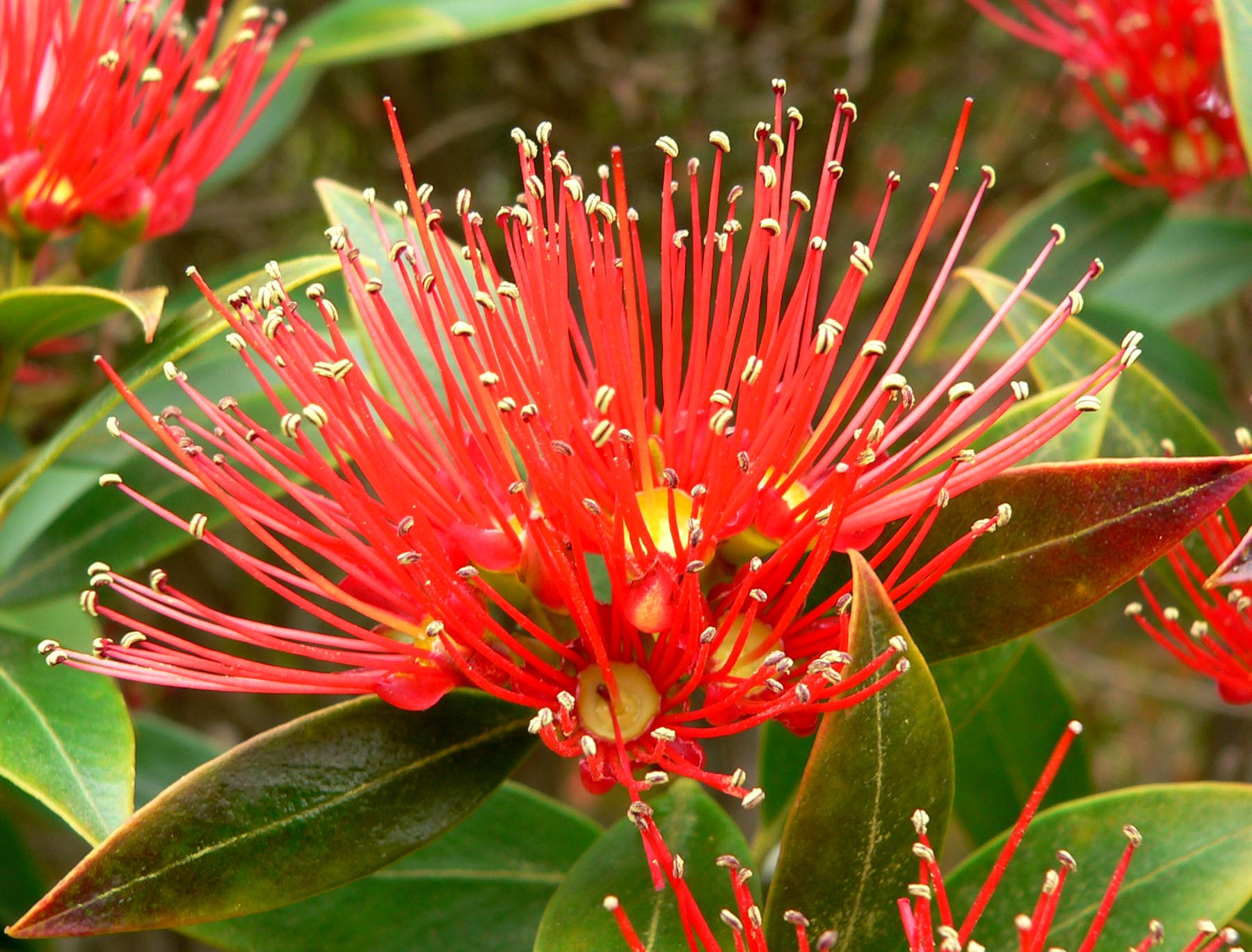